# Diocèse de Foligno
Le diocèse de Foligno (en latin : Dioecesis Fulginatensis ; en italien : Diocesi di Foligno) est un diocèse de l'Église catholique en Italie, suffragant de l'archidiocèse de Pérouse-Città della Pieve et appartenant à la région ecclésiastique d'Ombrie.

## Territoire
Le diocèse comprend la ville et la majeure partie de la municipalité de Foligno, à l’exception des fraziones de Verchiano, Curasci, Roccafranca, Colle, Camino, Croce di Verchiano, Croce di Roccafranca, Crescenti, Ali, Caposomiggiale, Tito, Paraonda et la moitié de la frazione de Vionica qui sont gérés par l'archidiocèse de Spolète-Norcia. Il a aussi sous sa juridiction les municipalités de Spello, Valtopina et Armenzano (frazione d'Assise). Le diocèse est situé sur une partie de la province de Pérouse ; l'autre partie de cette province étant partagée par l'archidiocèse de Spolète-Norcia et les diocèses d'Orvieto-Todi, d'Assise-Nocera Umbra-Gualdo Tadino, de Gubbio et de Città di Castello. Son territoire a une superficie de 350 km2 divisé en 39 paroisses regroupées en 5 archidiaconés. L'évêché à Foligno où se trouve la cathédrale Saint-Félicien. Dans la même ville se trouve l'église Saint-François qui conserve le corps de sainte Angèle de Foligno.

## Histoire
La tradition, résumée au XVIIe siècle par le prêtre historien Ludovico Jacobilli, attribue la fondation du diocèse à saint Chryspolite, envoyé pour évangéliser l'Italie par l'apôtre Pierre. D'autres évêques sont traditionnellement attribués à Foligno, notamment saint Félicien, qui a vécu dans la première moitié du IIIe siècle, que de nombreux historiens indiquent comme premier évêque du diocèse de Foro Flaminio (it), évangélisateur de presque toute la région environnante et mort à Foligno.
Du point de vue historique, peu d'évêques peuvent être attribués avec certitude à Foligno pendant les premiers siècles du christianisme. Le premier est Urbain, qui participe au concile de Latran organisé par le pape Félix III en 487 et qui fait l'objet d'une enquête par le pape Gélase Ier (492-496) mais décède avant la fin de celle-ci. C'est Fortunat qui lui succède, qui participe aux conciles tenus à l'époque du pape Symmaque en 499, en 501 et 502. L'évêque Floro, assiste au concile de Rome organisé par le pape Agathon en 680 pour condamner le monothélisme ; Domenico, assiste aux conciles de Pavie en 850 et de Rome de 853 ; et Argisio, fait partie des pères du concile convoqué par le pape Nicolas Ier en 861. Entre le VIIe et le VIIIe siècle, Foligno absorbe le diocèse voisin de Foro Flaminio dont le dernier évêque documenté est Decenzio, qui, avec Floro de Foligno, est présent au concile de 680.
Le siège épiscopal primitif se trouvait dans la ville romaine de Fulginium située dans les collines près de Santa Maria in Campis ; après l'invasion barbare, il est transféré à Civita, près de l'actuel Miglio San Paolo. Le castrum Sancti Feliciani se développe autour de la tombe de saint Félicien au début du Moyen Âge, où l'évêché de Foligno se déplace vers la fin du XIe siècle.
L’évêque le plus important du XIe siècle est saint Bonfils. En 1096, il part pour la première croisade ; présumé mort, le pape nomme à sa place l'évêque André vers 1100 ; de retour chez lui en 1104, il démissionne de son poste d'évêque et se retire comme ermite à Storaco puis à Fara, près de Cingoli où il meurt le 27 septembre 1115. À la même époque, Mainard, moine de l'abbaye de Santa Maria di Sitria (it), fonde l'abbaye de Sassovivo (it) qui est la plus importante de la région. En 1133, une nouvelle cathédrale est construite par l'évêque Marc, comme en témoigne une inscription sur la façade de l'édifice. Elle est consacrée en 1145 par l'évêque Benoît à l'occasion de la célébration à Foligno d'un concile. Par la bulle Incomprehensibilis et ineffabilis du 11 juin 1138, le pape Innocent II confirme les limites du diocèse de Foligno dont le territoire appartenait à l'ancien diocèse de Foro Flaminio ainsi qu'une partie du diocèse supprimé de Plestia (de).
Au XIIIe siècle, la ville se range aux côtés de l'empereur Frédéric II dans sa lutte contre la papauté. C'est pour cette raison qu'elle perd sa dignité épiscopale en 1243, qui lui est rendue le 31 mars 1265 par la bulle Sicut du pape Clément IV. Entre le XIIIe et le XIVe siècle, d'éminentes figures ascétiques illustrent l'Église de Foligno comme sainte Angèle de Foligno dont la spiritualité est imprégnée de christocentrisme, le bienheureux Pierre Crisci (it) († 1323), le bienheureux Tomassuccio († 1377), Le bienheureux Paul Trinci (it) († 1391) et la bienheureuse Angélique de Marsciano († 1435), fondatrice des tertiaires régulières de saint François.
Au XVIe siècle, Foligno voit naître une série d'initiatives visant à réformer la vie du clergé et des laïcs, liées de diverses manières à la figure de Mgr Isidoro Chiari (1547-1555), qui réalise une importante action de renouveau spirituel dans le diocèse, promouvant une visite pastorale du diocèse et organisant quatre synodes diocésains. Ces initiatives comprennent la naissance de l’oratoire de Buon Gesù par Giovan Battista Vitelli (1538-1621) pour aider les mourants ; la société de saint Martin pour l'éducation de la jeunesse et diverses œuvres caritatives et la fondation du conservatoire de Sant'Orsola par Paola de Meo pour l'éducation des filles.
Le séminaire diocésain est érigé en 1649 pendant l'épiscopat d'Antonio Montecatini (1642-1668). Ce n’est qu’au début du XVIIIe siècle que les évêques prennent des mesures pour appliquer les décrets du concile de Trente. Parmi ceux-ci, il convient de mentionner l'évêque Giosafat Battistelli (1717-1735) qui crée des institutions importantes, telles que les écoles pies, l’œuvre pieuse de la doctrine chrétienne, l’œuvre des missions sacrées et des exercices spirituels pour le clergé et la réforme du séminaire diocésain. Le synode diocésain est publié en 1724 comme point de référence et reste en vigueur jusqu'au synode de Mgr Siro Silvestri (1955-1975), célébré en 1959. Le 29 avril 1772, le pape Clément XIV sépare le territoire de l'ancien diocèse de Spello (it) du diocèse de Spolète et l’agrège à celui de Foligno.
En 1937, la paroisse d'Annifo, frazione de Foligno, est séparée du diocèse de Nocera Umbra et de Gualdo Tadino et cédée au diocèse de Foligno. Le 15 août 1972, le diocèse, qui est jusqu'alors immédiatement soumis au Saint-Siège, est intégré à la région ecclésiastique d'Ombrie. Dans la seconde moitié du XXe siècle, le diocèse doit faire face au dépeuplement des zones de montagne et au transfert de population vers la ville, ce qui entraîne un déracinement des traditions des paroisses rurales, aujourd'hui presque désertes.

## Source
- (it) Cet article est partiellement ou en totalité issu de l’article de Wikipédia en italien intitulé « Diocesi di Foligno » (voir la liste des auteurs).